# 9865 Akiraohta
9865 Akiraohta (1991 TP1) là một tiểu hành tinh vành đai chính được phát hiện ngày 3 tháng 10 năm 1991 bởi K. Suzuki và T. Urata ở Toyota.